# Grupno prvenstvo NP Osijek 1952.
Grupno prvenstvo Nogometnog podsaveza Osijek je predstavljalo najniži stupanj natjecanja u podsavezu. Prvenstvo je bilo podijeljeno u 9 grupa. Prvaci grupa su igrali kvalifikacije za ulazak u 1. razred.

## Tablice

### Grupa I
| Mj. | Klub                       | Sus. | Pobj. | Ner. | Por. | GR.   | Bod. |
| --- | -------------------------- | ---- | ----- | ---- | ---- | ----- | ---- |
| 1.  | NK Jadran Branjin Vrh      | 8    | 6     | 0    | 2    | 40:11 | 12   |
| 2.  | NK Napredak Batina         | 8    | 6     | 0    | 2    | 33:16 | 12   |
| 3.  | NK Borac Kneževi Vinogradi | 8    | 4     | 0    | 4    | 16:32 | 8    |
| 4.  | NK Zmaj Zmajevac           | 8    | 2     | 0    | 6    | 17:30 | 4    |
| 5.  | NK Bratstvo Jagodnjak      | 8    | 2     | 0    | 6    | 16:33 | 4    |

### Grupa II
| Mj. | Klub                 | Sus. | Pobj. | Ner. | Por. | GR.   | Bod. |
| --- | -------------------- | ---- | ----- | ---- | ---- | ----- | ---- |
| 1.  | NK Sloga Lug         | 8    | 5     | 1    | 2    | 15:9  | 11   |
| 2.  | NK Hajduk Kozjak     | 8    | 5     | 0    | 3    | 16:7  | 10   |
| 3.  | NK Borac Bilje       | 8    | 3     | 3    | 2    | 18:14 | 9    |
| 4.  | NK Radnički Mirkovac | 8    | 3     | 1    | 4    | 13:19 | 7    |
| 5.  | NK Dunav Vardarac    | 8    | 1     | 1    | 6    | 6:19  | 3    |

### Grupa III
| Mj.                    | Klub                     | Sus. | Pobj. | Ner. | Por. | GR.   | Bod. |
| ---------------------- | ------------------------ | ---- | ----- | ---- | ---- | ----- | ---- |
| 1.                     | NK Mladost Bizovac       | 8    | 5     | 0    | 3    | 16:12 | 10   |
| 2.                     | NK Omladinac Petrijevci  | 8    | 4     | 1    | 3    | 12:20 | 9    |
| 3.                     | ŠK Jovalija Valpovo      | 8    | 3     | 1    | 4    | 16:11 | 7    |
| 4.                     | NK Podravac Bistrinci    | 8    | 2     | 3    | 3    | 16:17 | 7    |
| 5.                     | NK Jedinstvo Čepin       | 8    | 2     | 2    | 4    | 14:14 | 6    |
| Izvan konkurencije: ↓1 |                          |      |       |      |      |       |      |
|                        | NK Proleter Osijek II ↓1 | 10   | 8     | 1    | 1    | 43:8  | 17   |

### Grupa IV
| Mj. | Klub                                    | Sus. | Pobj. | Ner. | Por. | GR.   | Bod. |
| --- | --------------------------------------- | ---- | ----- | ---- | ---- | ----- | ---- |
| 1.  | NK Slavonski Partizan Podravska Slatina | 6    | 4     | 0    | 2    | 27:12 | 8    |
| 2.  | NK Papuk Orahovica                      | 6    | 4     | 0    | 2    | 24:11 | 8    |
| 3.  | NAŠK Našice                             | 6    | 4     | 0    | 2    | 20:13 | 8    |
| 4.  | NK Mladost Sušine                       | 6    | 0     | 0    | 6    | 3:38  | 0    |

### Grupa V
| Mj. | Klub                          | Sus. | Pobj. | Ner. | Por. | GR.   | Bod. |
| --- | ----------------------------- | ---- | ----- | ---- | ---- | ----- | ---- |
| 1.  | NK Zvezda Palača              | 6    | 6     | 0    | 0    | 19:8  | 12   |
| 2.  | NK Bratstvo Tenjski Antunovac | 6    | 4     | 0    | 2    | 23:10 | 8    |
| 3.  | NK Sremac Markušica           | 6    | 2     | 0    | 4    | 11:18 | 4    |
| 4.  | NK Mladost Orlovnjak          | 6    | 0     | 0    | 6    | 5:22  | 0    |

### Grupa VI
| Mj. | Klub                   | Sus. | Pobj. | Ner. | Por. | GR.   | Bod. |
| --- | ---------------------- | ---- | ----- | ---- | ---- | ----- | ---- |
| 1.  | NK Lokomotiva Vinkovci | 6    | 4     | 2    | 0    | 17:7  | 10   |
| 2.  | NK Nosteria Nuštar     | 6    | 2     | 2    | 2    | 9:10  | 6    |
| 3.  | NK Jedinstvo Vukovar   | 6    | 2     | 0    | 4    | 10:13 | 4    |
| 4.  | NK Fruškogorac Ilok    | 6    | 2     | 0    | 4    | 11:17 | 4    |

### Grupa VII
| Mj. | Klub                | Sus. | Pobj. | Ner. | Por. | GR.   | Bod. |
| --- | ------------------- | ---- | ----- | ---- | ---- | ----- | ---- |
| 1.  | NK Sloga Pačetin    | 10   | 7     | 2    | 1    | 23:9  | 16   |
| 2.  | NK Bršadin          | 10   | 7     | 1    | 2    | 25:10 | 15   |
| 3.  | NK Omladinac Dalj   | 10   | 6     | 1    | 3    | 30:23 | 13   |
| 4.  | NK Borac Bobota     | 10   | 3     | 3    | 4    | 22:22 | 9    |
| 5.  | NK Sinđelić Trpinja | 10   | 2     | 1    | 7    | 14:28 | 5    |
| 6.  | NK Bratstvo Erdut   | 10   | 0     | 2    | 8    | 13:35 | 2    |

### Grupa VIII
| Mj. | Klub             | Sus. | Pobj. | Ner. | Por. | GR.   | Bod. |
| --- | ---------------- | ---- | ----- | ---- | ---- | ----- | ---- |
| 1.  | NK Jadran Gunja  | 4    | 3     | 1    | 0    | 15:6  | 7    |
| 2.  | NK Graničar Otok | 4    | 2     | 0    | 2    | 10:12 | 4    |
| 3.  | NK Lovor Nijemci | 4    | 0     | 1    | 3    | 6:13  | 1    |

### Grupa IX
| Mj. | Klub                         | Sus. | Pobj. | Ner. | Por. | GR.  | Bod. |
| --- | ---------------------------- | ---- | ----- | ---- | ---- | ---- | ---- |
| 1.  | NK Zrinski Bošnjaci ↓2       | 6    | 5     | 0    | 1    | 14:4 | 10   |
| 2.  | NK Radnički Županja          | 6    | 3     | 1    | 2    | 16:7 | 7    |
| 3.  | NK Posavac Posavski Podgajci | 6    | 3     | 1    | 2    | 11:9 | 7    |
| 4.  | NK Sloga Račinovci           | 6    | 0     | 0    | 6    | 0:21 | 0    |

## Kvalifikacije za ulazak u 1. razred
NK Slavonski Partizan Podravska Slatina - NK Mladost Bizovac 3:0 3:0
NK Lokomotiva Vinkovci - NK Sloga Pačetin 3:0 2:2
NK Jadran Branjin Vrh - NK Sloga Lug 3:1 6:1
NK Bošnjaci ↓2 - NK Jadran Gunja 5:3 2:2
NK Zvezda Palača - NK Papuk Orahovica 3:2 4:5 2:1
U 1. razred NP Osijek plasirali su se: NK Slavonski Partizan Podravska Slatina, NK Lokomotiva Vinkovci, NK Jadran Branjin Vrh, NK Bošnjaci i NK Zvezda Palača